# Austin (Indiana)
Austin è un comune (city) degli Stati Uniti d'America della contea di Scott nello Stato dell'Indiana. La popolazione era di 4,295 persone al censimento del 2010.

## Geografia fisica
Secondo lo United States Census Bureau, ha un'area totale di 2,58 miglia quadrate (6,68 km²).

## Storia
Austin è stata pianificata nel 1853, e deve il suo nome alla città di Austin, la capitale del Texas. Un ufficio postale è stato in funzione ad Austin dal 1854.
Nel 2015, alcune notizie riportarono che la città era il centro di un focolare dell'HIV a causa dell'uso della ossimorfone come droga ricreativa iniettabile. La scoppio dell'emergenza richiese un intervento da parte dei funzionari statali.

## Società

### Evoluzione demografica
Secondo il censimento del 2010, c'erano 4,295 persone.

### Etnie e minoranze straniere
Secondo il censimento del 2010, la composizione etnica della città era formata dal 97,1% di bianchi, lo 0,3% di afroamericani, lo 0,3% di nativi americani, lo 0,2% di asiatici, lo 0,7% di altre razze, e l'1,2% di due o più etnie. Ispanici o latinos di qualunque razza erano il 2,1% della popolazione.